# Chrysotus morrisoni
Chrysotus morrisoni är en tvåvingeart som beskrevs av Van Duzee 1924. Chrysotus morrisoni ingår i släktet Chrysotus och familjen styltflugor. Inga underarter finns listade i Catalogue of Life.